# Пичугов, Василий Григорьевич
Василий Григорьевич Пичугов (1912—1943) — красноармеец Рабоче-крестьянской Красной Армии, участник Великой Отечественной войны, Герой Советского Союза (1944).

## Биография
Василий Пичугов родился в 1912 году в селе Пакино (ныне — Баевский район Алтайского края). После окончания сельской школы работал в колхозе. В 1943 году Пичугов был призван на службу в Рабоче-крестьянскую Красную Армию и направлен на фронт Великой Отечественной войны. Воевал стрелком 467-го стрелкового полка 81-й стрелковой дивизии 61-й армии Центрального фронта. Отличился во время битвы за Днепр.
В ночь с 30 сентября на 1 октября 1943 года Пичугов переправился через Днепр в районе деревни Глушец Лоевского района Гомельской области Белорусской ССР и принял активное участие в боях за захват и удержание плацдарма на его западном берегу, отразив 8 немецких контратак и уничтожив большое количество солдат и офицеров противника. 11 октября 1943 года Пичугов погиб в бою. Похоронен в селе Деражичи Лоевского района Гомельской области Белоруссии.
Указом Президиума Верховного Совета СССР «О присвоении звания Героя Советского Союза генералам, офицерскому, сержантскому и рядовому составу Красной Армии» от 15 января 1944 года за «образцовое выполнение боевых заданий командования по форсированию реки Днепр и проявленные при этом мужество и героизм» красноармеец Василий Пичугов посмертно был удостоен высокого звания Героя Советского Союза. Также посмертно был награждён орденом Ленина.